# 「ウーマン・アーティスト: 1550-1950」展
「ウーマン・アーティスト: 1550-1950」展（Women Artists: 1550–1950）は16世紀から20世紀半ばまでの女性アーティストの作品を展示した展覧会であった。「フェミニズムアート運動」が支持され盛んになった時代に開催され、美術史における女性画家の貢献を認識するために開かれた最初の国際的な展覧会であった。1976年12月21日から1977年11月27年まで、アメリカ合衆国の4つの美術館で巡回展示された。

## 概要
キュレーターを務めたのは、ニューヨーク州立大学アルバニー校のアン・サザーランド・ハリス教授とニューヨーク大学のリンダ・ノックリン教授であった。12カ国から83人の女性アーティストが紹介された。ロサンゼルスカウンティ美術館で、1976年12月21日から1977年3月まで展示された後、テキサス大学オースティン校の大学美術館、ペンシルベニア州ピッツバーグのカーネギー美術館で展示され、最後に、ニューヨークのブルックリン美術館で展示された。アルコア財団（Alcoa Foundation）と全米芸術基金から助成金を得て開催された。この展覧会は、男性が支配してきた美術の歴史に女性アーティストが果たした重要な貢献を観衆に紹介し、美術史における重要なイベントとなった。一方で、展覧会はほぼ完全に白人の女性アーティストで構成されていて、有色人種のアーティストはメキシコのフリーダ・カーロだけであった。

## 紹介されたアーティストの一覧
- ルヴィナ・テーリンク (1510/1520-1576)
- カタリナ・ファン・ヘメッセン (1527/1528-1565)
- ソフォニスバ・アンギッソラ (c.1532-1625)
- ラヴィニア・フォンターナ (1552-1614)
- フェーデ・ガリツィア  (c.1578-c.1630)
- アルテミジア・ジェンティレスキ (1593-1652)
- ユディト・レイステル (1609-1660)
- ルイーズ・モワヨン (1610-1696)
- マリア・ファン・オーステルウェイク (1630-1693)
- エリザベッタ・シラーニ (1638-1665)
- ラッヘル・ライス (1664-1750)
- ロザルバ・カッリエーラ (1675-1757)
- アンゲリカ・カウフマン (1741-1807)
- アンヌ・ヴァライエ＝コステル (1744-1818)
- マリー＝ヴィクトワール・ルモワーヌ (1754-1820)
- エリザベート＝ルイーズ・ヴィジェ＝ルブラン (1755-1842)
- マルグリット・ジェラール (1761-1837)
- ジャンヌ・フィリベルテ・ルドゥー (1767-1840)
- ポーリーヌ・オーズー (1775-1835)
- コンスタンス・マイエール (1775-1821)
- ローザ・ボヌール (1822-1899)
- リリー・マーティン・スペンサー (1822-1902)
- エミリー・メアリー・オズボーン (1834-1925)
- ベルト・モリゾ (1841-1895)
- メアリー・カサット (1844-1926)
- エリザベス・トンプソン (1846-1933)
- イーディス・ヘイラー (1860-1948)
- シュザンヌ・ヴァラドン (1865-1938)
- ケーテ・コルヴィッツ (1867-1945)
- マリー・ローランサン (1871-1944)
- フローリン・ステットハイマー (1871-1944)
- ロメイン・ブルックス (1874-1970)
- グウェン・ジョン (1876-1939)
- ヴァネッサ・ベル (1879-1961）
- ナタリア・ゴンチャロワ (1881-1962)
- アレクサンドラ・エクステル (1882–1949)
- ソニア・ドローネ (1885–1979)
- ナデジダ・ウダルツォワ(1885-1961)
- オリガ・ロザノワ (1886-1918)
- ジョージア・オキーフ (1887-1986)
- リュボーフィ・ポポーワ (1889-1924)
- ハンナ・ヘッヒ (1889-1978)
- アリス・ニール (1900-1984)
- フリーダ・カーロ (1907-1954)
- リー・クラズナー (1908-1984)
- ローレン・マクアイバー (1909–1998)
- ドロテア・タニング (1910-2012)